# 大王庙 (盂县)
38°05′17″N 113°24′15″E / 38.08806°N 113.40417°E
大王庙位于中国山西省阳泉市盂县城内，原为晋国上卿赵武的行宫，后在此建庙祭祀。2001年被列为第五批全国重点文物保护单位。
大王庙坐北朝南，占地3537平方米，中轴线上有照壁、山门、正殿、寝宫，山门两侧为钟鼓楼，其中寝宫为金代原构，正殿为明代建筑，余为清代所建。正殿面阔三间，进深六椽，单檐歇山顶。寝宫面阔三间，进深四椽，单檐悬山顶。